# Gustav Meyer
Gustav Meyer (Groß Strehlitz, Reino de Prusia, 1850 – Straßganz, Austria-Hungría, 1900) fue un lingüista y filólogo alemán, considerado un prominente albanólogo, que fue el primero en proponer, frente a otras teorías expuestas con anterioridad, que el idioma albanés, procedía de la lengua hablada por los ilirios, y es una lengua indoeuropea.

## Formación
Se formó en la Universidad de Breslau, donde cursó estudios de filología clásica, lenguas indoeuropeas, griego moderno y sánscrito. Tuvo una larga carrera  en diversas universidades, hasta que nombrado profesor en la Universidad de Graz donde ejerció la docencia desde 1880 hasta 1896, Meyer enfocó su atención hacia la albanología y publicó diversos trabajos considerados fundacionales de esta rama de la filología.

## Carrera profesional
Trabajó como profesor de gimnasia en Gotha, desde 1874 en Malá Strana, Praga, por intercesión de Wilhelm von Hartel, y fue nombrado profesor externo (Privatdozent) en la Charles University en 1876. Al año siguiente fue nombrado profesor de sánscrito y lingüística comparada en la University of Graz, donde prosiguió sus estudios de griego antiguo, turco y albanés. Durante este periodo publicó su estudio (Contribution o the theory of word-formation in Greek and Latin), Contribución a la teoría de la formación de palabras en griego y latín (1872).

## Obras
Profesor titular de la Universidad de Graz desde 1881, Meyer comenzó a centrar sus estudios en la albanología y preparó los fundamentos de la disciplina publicando las siguientes obras:
1. Albanesische Studien, I, (1882);
2. Etymologisches Wörterbuch der albanesischen Sprache, Strassburg, (1891);
3. Kurzgefasste albanesische Grammatik, Leipzig, (1888);
4. Zum indogermanischen - Perfectum auf die albanesische Formenlehre, published in the Miscellanea di filologia e linguistica in memoriam by Napoleone Caix e Angelo Canello, Firenze, (1886);
5. Die lateinischen Elemente im Albanesischen, published by Gröbers Grundriss, I, I. Auflage (1888)